# Convention relative au contrat de transport international de marchandises par route
Pour les articles homonymes, voir Convention de Genève et CMR.
La convention de Genève dite C.M.R. (Convention relative au contrat de transport international de Marchandises par Route) règle les conditions de transport et la responsabilité des différentes parties au contrat de transport (donneur d'ordre, chargeur, transporteur, destinataire).
La C.M.R. fut signée le 19 mai 1956 à Genève et mise en œuvre en 1958.
Les dispositions de cette convention internationale sont applicables de plein droit au transport entre deux pays, dont au moins l'un est un pays contractant.
L'article 1§1 dit : 
1. La présente Convention s’applique à tout contrat de transport de marchandises par route à titre onéreux au moyen de véhicules, lorsque le lieu de la prise en charge de la marchandise et le lieu prévu pour la livraison, tels qu’ils sont indiqués au contrat, sont situés dans deux pays différents dont l’un au moins est un pays contractant. Il en est ainsi quels que soient le domicile et la nationalité des parties.
2. Pour l’application de la présente Convention, il faut entendre par «véhicules» les automobiles, les véhicules articulés, les remorques et les semi-remorques, tels qu’ils sont définis par l’article 4 de la Convention sur la circulation routière en date du 19 septembre 1949.
3. La présente Convention s’applique même si les transports entrant dans son champ d’application sont effectués par des États ou par des institutions ou organisations gouvernementales.
4. La présente Convention ne s’applique pas :
a) Aux transports effectués sous l’empire de conventions postales internationales;
b) Aux transports funéraires;
c) Aux transports de déménagement.
5. Les Parties contractantes s’interdisent d’apporter par voie d’accords particuliers conclus entre deux ou plusieurs d’entre elles toute modification à la présente Convention, sauf pour soustraire à son empire leur trafic frontalier ou pour autoriser dans les transports empruntant exclusivement leur territoire l’emploi de la lettre de voiture représentative de la marchandise.

## Contenu
Elle définit : 
- le matériel utilisé,
- les responsabilités, et leurs limites, 
  - du transporteur,
  - de l'expéditeur,
  - du destinataire,
  - du donneur d’ordre (s'il y a lieu),
  - du propriétaire des marchandises,
- les délais d'acheminement.

Depuis le 1er décembre 2010, le Code des Transports  impose d'appliquer le droit français à tout transport (même international) dont l'origine (enlèvement) ou la destination (livraison) se trouve sur le sol français.
Les textes français applicables sont :
- les articles 1782 à 1786 du Code Civil,
- les articles 133-1 à 133-9, 132-8,132-9 du Code de Commerce
- l'un des huit contrats types en vigueur selon le type de marchandises transportées
  - Exemple de différence entre CMR et contrat type
    - La CMR parle de délais raisonnables ou convenus,
    - Le contrat type fixe des délais en fonction des quantités de marchandises livrées et des rendez-vous convenus ou non.

## Modifications
En 1978, elle a subi une modification majeure concernant la limite d’indemnisation en cas de perte.
- Version initiale 1958 : Article 23 alinéa 3 : "Toutefois, l’indemnité ne peut dépasser 25 francs par kilogramme du poids brut manquant. Le franc s’entend du franc-or, d’un poids de 10/31 de gramme au titre de 0,900.". Elle était fondée sur des francs or.
- Version actuelle 1978 : Article 23 alinéa 3 : "Toutefois, l’indemnité ne peut dépasser 8,33 unités de compte par kilogramme du poids brut manquant."

Les "unités de compte" sont les Droits de tirage spéciaux plus connus sous les initiales DTS. C'est une monnaie créée par le Fonds monétaire international (FMI) calculée sur la base du Dollar américain, de l'Euro, de la Livre sterling et du Yen. On peut trouver son cours, soit dans un convertisseur de devises sous le symbole XDR, soit sur le site du FMI.
En mai 2016, XDR valait en moyenne 1,25 €, 154 yen, 0,97 £ et 1,41 $.
Sa dernière modification réside dans le fait qu'elle accepte la dématérialisation des documents, donc de la lettre de voiture (lettre de voiture électronique).
Enfin, elle est aussi régulièrement modifiée car de plus en plus de pays en sont signataires.

## Pays signataires de la convention CMR
Au 01 janvier 2025, 58 pays ont ratifié la Convention.
Ce sont les 27 États membres de l'Union européenne, l'Albanie, la Norvège, la Suisse, les 12 États issus de l'éclatement de l'URSS, les 4 États issus de l'éclatement de la Yougoslavie non membres de l'Union Européenne, 2 pays du Maghreb, 6 pays du Moyen-Orient et trois pays asiatique.
Le tableau ci-dessous donne la liste des pays avec la date de leur adhésion, la date de la ratification de l'avenant de 1978 (DTS) et la date de la ratification de la Convention de dématérialisation de la lettre de voiture.